# Freccia Vallone 1991
La Freccia Vallone 1991, cinquantacinquesima edizione della corsa, si svolse il 17 aprile 1991 per un percorso di 203 km da Spa al muro di Huy. Fu vinta dall'italiano Moreno Argentin, al traguardo in 5h13'14" alla media di 38,885 km/h.
Dei 191 ciclisti alla partenza furono in 85 a portare a termine il percorso.

## Ordine d'arrivo (Top 10)
| Pos. | Corridore             | Squadra       | Tempo    |
| ---- | --------------------- | ------------- | -------- |
| 1    | Moreno Argentin       | Ariostea      | 5h13'14" |
| 2    | Claude Criquielion    | Lotto         | a 2'20"  |
| 3    | Claudio Chiappucci    | Carrera       | a 2'31"  |
| 4    | Jean-François Bernard | Banesto       | a 2'39"  |
| 5    | Dmitrij Konyšev       | TVM-Sanyo     | a 3'02"  |
| 6    | Johan Bruyneel        | Lotto         | a 4'19"  |
| 7    | Eric Van Lancker      | Panasonic     | a 4'26"  |
| 8    | Marino Lejarreta      | ONCE          | a 4'53"  |
| 9    | Iñaki Gastón          | CLAS-Cajastur | a 4'58"  |
| 10   | Benny Heylen          | S.E.F.B.      | s.t.     |